# Koch-Schwann
Schwann era un'etichetta discografica di musica classica tedesca con sede a Düsseldorf e originariamente collegata con la casa editrice Verlag Schwann. Uno dei primi dischi nel 1962 fu un LP di esempi musicali per accompagnare un libro sulla musica medievale. L'attività di pubblicazione di libri di Verlag Schwann è ora parte di Cornelsen Verlag.
La casa discografica ha effettuato una serie di registrazioni in collaborazione con l'abate Carl de Nys e la serie Schwann Musica Mundi con Musique en Wallonie. Il direttore Dieter Heuler è stato direttore della Schwann sia come parte di Verlag Schwann, sia dopo la sua acquisizione da parte di Koch International nel 1988, quando fu ribattezzata Koch-Schwann. Nel 2002 Universal Classics ha acquisito il catalogo di Koch-Schwann e alcune delle registrazioni di Schwann e Koch-Schwann hanno cominciato a riapparire nell'etichetta Eloquence di Deutsche Grammophon. Heuler ha mantenuto la firma VMS di Schwann e diversi progetti incompleti.